# Арабське завоювання Вірменії
Арабське завоювання Вірменії — мусульманські завоювання після смерті пророка Магомета в 632 році. Перська Вірменія пала незадовго до цього в 629 році, а Візантійська Вірменія була завойована Арабським халіфатом в 645 році.

## Ісламська експансія
Після смерті пророка Магомета в 632 році його наступники почали військову кампанію з метою розширення території Ісламського халіфату. При халіфі Умарі араби завоювали велику частину Близького Сходу.

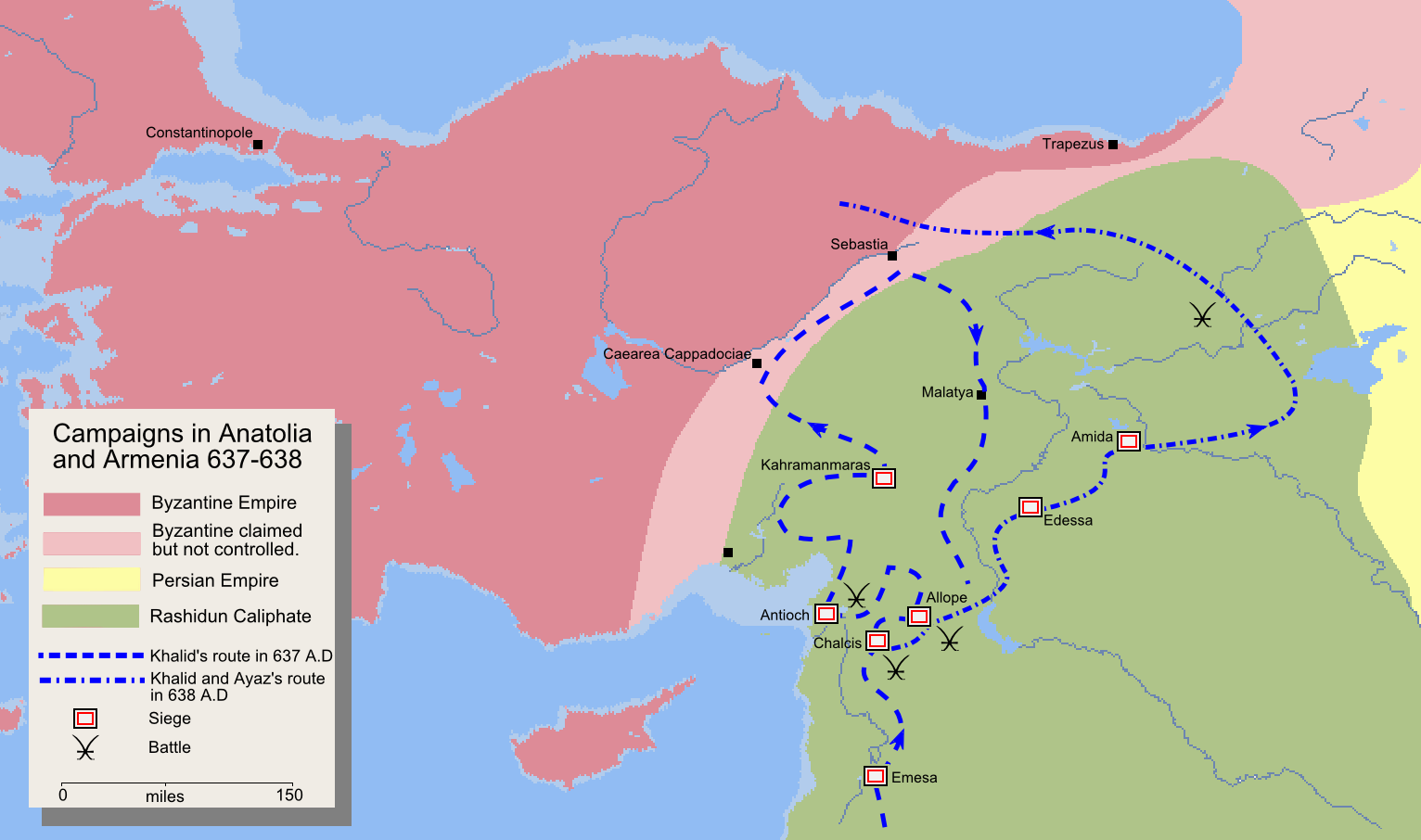
Детальна карта шляхів вторгнення арабів до Вірменії в 638 році.

У 639 році 18-тисячна армія арабів під керівництвом Абд ар-Рахмана ібн Рабія, проникнувши в гавар Тарон і область озера Ван пройшлася по них вогнем і мечем. Арабські воїни були бідні та погано озброєні, але дуже хоробрі та наповнені релігійним фанатизмом, до цих пір невідомим серед стародавніх народів.
6 січня 642 року араби штурмом взяли місто Двін, 12 тисяч його жителів було вбито, а 35 тисяч потрапили в рабство. Вірменський полководець Теодорос Рштуні атакував арабів і звільнив поневолених вірмен.
Єпископ Себеос в своїй Історії імператора Іраклія записав історію арабського завоювання, він писав про сумну долю своєї країни.
«Хто може знати жахи навали мусульман (арабів), які піддають землі і моря вогню? […] Святий Даніель передбачав і передбачив ці нещастя. […] У наступному році (643) арабська армія перейшла до Атрпатакана (Азербайджан) і була розділена на три корпуси, один попрямував до Арарату; інший на територію Sephakan Gound, третій в землю аланів. Те, що вторглися в Sephakan Gound розійшлися по всій області, знищуючи, грабуючи і захоплюючи полонених. Звідти вони разом попрямували в Єреван, де спробували захопити фортецю, але не змогли взяти її.»— 

## Вірменія в період Арабського Халіфату
Теодорос Рштуні та інші вірменські нахарари добровільно визнали владу арабів над Вірменією. Візантійський імператор Констант II направив невелике підкріплення до Вірменії, але цього було недостатньо. Командувач містом Двін Смбат погодився платити данину арабам, не маючи сил протистояти мусульманській армії під командуванням халіфа Омара.
У 644 році Омар був убитий перським рабом, і наступним халіфом став Осман. Визнання Вірменією арабського панування дратувало візантійців. Імператор Констант II намагався нав'язати в Вірменії Халкідонське віровчення християнства. Йому не вдається досягти своєї мети, але за допомогою Амазаспа Маміконяна, який вважав податки, що накладаються мусульманами, занадто великими, візантійці відновили свій сюзеренітет в Закавказзі. Халіф наказав убити 1775 вірменських заручників, і вже збирався йти проти вірменських повстанців, коли був убитий у 656 році.
Вірменія залишалася під владою арабів протягом приблизно 200 років, формально — починаючи з 645 року. Вірменські християни користувалися політичною автономією і відносною свободою віросповідання, але вважалися громадянами другого сорту. Вірменська церква користувалася великим визнанням, ніж під владою Візантії і Сасанідів. Емірів Вірменії та валі провінцій, які іноді мали вірменське походження, призначали халіф. Першим намісником, наприклад, був Теодорос Рштуні. Командувач 15-тисячної армією завжди був вірменином, з родів Маміконянів, Багратуні і Арцрунідів . Він зобов'язаний був захищати країну від загарбників і допомагати халіфу в його військових походах. Наприклад, вірмени допомагали халіфам відбивати навали хозарів.
Араби придушили безліч повстань у Вірменії, поширювали іслам, підвищували податок (джизью) для вірменського народу. Повстання проти арабів були локальними і ніколи не носили загальновірмянского характеру. Араби провокували між різними вірменськими нахарарамі чвари для того, щоб придушити повстання. Роди Маміконян, Рштуні, Камсаракан і Гнуні поступово ослабли, а Багратуні і Арцруні посилилися. На основі історичних подій цього часу створено легендарний епос « Давид Сасунський».

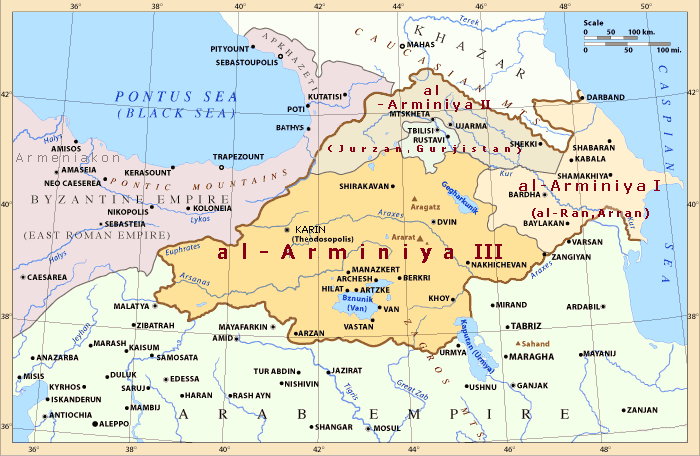

Під час ісламського правління араби з інших частин халіфату селилися у Вірменії. До IX століття утворився клас арабських емірів, більш-менш рівносильний вірменським нахарарам.
У 885 році вірменами було відновлено Вірменське царство.

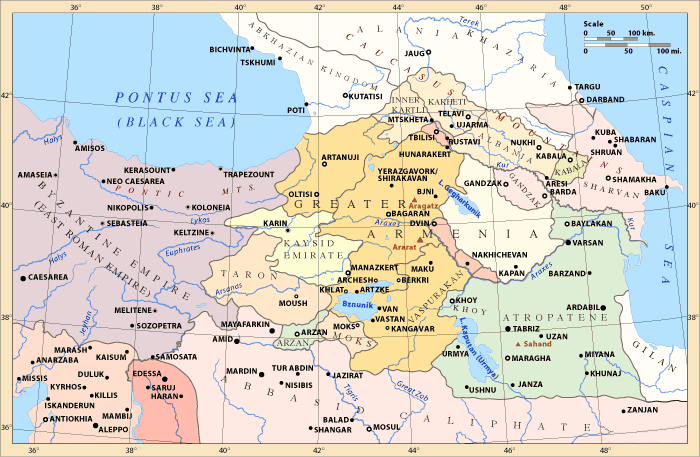
Анійське царство в 884—962 роках

## Післямова
Згідно з давньою традицією, часів Арабського Халіфату, так само і в Османській державі до складу історичних областей (вілаятів) Малої і Великої Вірменії (аль-Вірмінійі), входили крім самих Османських провінцій (еялет) Західної Вірменії та Сефевідського Чухур-Саада і Карабага в Східній Вірменії, так само входили, що переходили з рук в руки кизилбашів та османів, країни Південного Кавказу: Вірмінійя перша (Ширван з Дербентом) і Вірмінійя друга (Гюрджістан (Східна Грузія) з Тифлісом), що було викладено в знаменитій детальній праці «Джихан-нюма» видатного османського мандрівника, письменника і географа XVII століття Кятіб Евлія Челебі.